# Robert P. George
Robert Peter George (ur. 10 lipca 1955 w Morgantown) – amerykański profesor nauk prawnych na Princeton University, gdzie wykłada prawo konstytucyjne, prawa i wolności obywatelskie, filozofię prawa.

## Wykształcenie
Stopień bakałarza uzyskał w Swarthmore College, stopień doktora nauk prawnych uzyskał w Harvard Law School, z kolei stopień doktora filozofii (DPhil) zawdzięcza University of Oxford, gdzie pobierał nauki u tak znanych profesorów współczesnej filozofii jak John Finnis i Joseph Raz.

## Dorobek naukowy
W 1999 uzyskał niezwykle prestiżowy tytuł profesorski: „Princeton's McCormick Chair of Jurisprudence”. Profesurę tę wcześniej otrzymywali m.in. prezydent USA Woodrow Wilson, Edward S. Corwin, Alpheus T. Mason i Walter F. Murphy.
W 2000 założył Princeton's James Madison Program in American Ideals and Institutions, którego nadal jest dyrektorem. Program ten okazał się pionierskim dla projektów edukacji obywatelskiej, takich jak Daniel Webster Program w Dartmouth College, Alexander Hamilton Program w NYU i Tocqueville Forum w Georgetown University.
George cieszy się ogromną popularnością w świecie naukowym USA, zarówno wśród naukowców, jak i studentów. Na wiosnę 2007 dołączył do grona profesorów z Uniwersytetu Princeton, skupionych wokół Cornela Westa, głównego intelektualisty amerykańskiej lewicy, aby poprowadzić wspólnie seminarium zatytułowane „Wielkie dzieła: Idee i spory”. Do omawianych dzieł należały m.in. Antygona Sofoklesa, Gorgiasz Platona, Wyznania św. Augustyna, Manifest komunistyczny Marksa i Engelsa, Dusze czarnego ludu Du Bois, Droga do zniewolenia von Hayka, Dzienniki więzienne Gramsciego, Prawo naturalne w świetle historii Straussa oraz List z Więzienia Birmingham Martina L. Kinga. Echa tego projektu pobrzmiewały nie tylko na Princeton University, ale w całym akademickim świecie USA. Podaje się go jako przykład współpracy ponad ideologicznymi różnicami, który ma służyć podniesieniu poziomu edukacji.
W 2010 otrzymał od polskiego Rzecznika Praw Obywatelskich odznakę honorowa „Za Zasługi dla Ochrony Praw Człowieka”.

## Działalność publiczna
- W latach 1993–1998 udzielał się jako nominat prezydenta w Komisji Praw Obywatelskich Stanów Zjednoczonych (United States Commission on Civil Rights)[1].
- Od 2002 do 2009 członek Prezydenckiego Zespołu ds. Bioetyki[1]
- Były doradca Sądu Najwyższego USA
- Członek UNESCO's World Commission on the Ethics of Scientific Knowledge and Technology (COMEST)[1], członek zarządu Lynde and Harry Bradley Foundation, The Ethics and Public Policy Center, The Institute for American Values, The American Enterprise Institute, The Becket Fund for Religious Liberty i kilku innych organizacji.
- Członek kolegiów redakcyjnych czasopism: „Touchstone”, „First Things” i „Public Discourse”